# Jelna (Rumunia)
Jelna – wieś w Rumunii, w okręgu Bistrița-Năsăud, w gminie Budacu de Jos. W 2011 roku liczyła 793 mieszkańców.